# توموفومي فوجيياما
توموفومي فوجيياما (باليابانية: 藤山 智史) (مواليد 23 أبريل 1994)، هو لاعب كرة قدم كان يلعب كلاعب وسط.

## وصلات خارجية
- توموفومي فوجيياما على موقع رابطة كرة القدم اليابانية للمحترفين (اليابانية)
- توموفومي فوجيياما على موقع قاعدة بيانات كرة القدم.إي يو (الإنجليزية)
- توموفومي فوجيياما على موقع Soccerway.com (الإنجليزية)
- توموفومي فوجيياما على موقع عالم كرة القدم.نت (الإنجليزية)